# Брадль, Йозеф
Йозеф «Зепп» Брадль (нем. Josef «Sepp» Bradl; 8 января 1918 — 3 марта 1982) — австрийский прыгун с трамплина, первый победитель Турне четырёх трамплинов. Участник трёх Олимпиад.

## Карьера
Зепп Брадль родился в семье шахтёра, работавшего на медном руднике.
Живший в горах Брадль с раннего возраста начал тренироваться в прыжках с трамплина и в 1933 году впервые преодолел отметку в 50 метров. В 1936 году в составе сборной Австрии выступал на Олимпийских играх в Гармиш-Партенкирхене и занял там 19-е место. В марте того же года в Планице стал первым прыгуном в истории, преодолевшим стометровую отметку.
После аншлюса Австрии Брадль стал выступать в составе немецкой команды. В 1939 году он стал чемпионом мира на первенстве в Закопане. Брадль не скрывал своих пронацистских взглядов и был штурмбанфюрером СА. Это обстоятельство не позволило ему принять участие в первой послевоенной Олимпиаде.
На Играх в Осло Брадль упал и не закончил соревнования, а в 1956 году занял 12-е место.
В 1953 году было организовано Турне четырёх трамплинов. Брадль выиграл этап в Инсбруке и стал первым в истории победителем Турне. Во втором розыгрыше турнира не смог защитить звание победителя даже несмотря на победу в Бишофсхофене.
После окончания карьеры тренировал австрийскую и немецкую команды, написал книгу «Мой путь к чемпионату мира» (нем. Mein Weg zum Weltmeister).
Скончался в 1982 году.